# Achmat Hassiem
Achmat Hassiem, né le 6 mai 1982 au Cap,, est un nageur sud-africain.

## Biographie
En 2006, alors qu'il est en formation avec son frère Tariq pour devenir nageur-sauveteur, il aperçoit un requin se dirigeant vers son frère. Il frappe l'eau et attire le requin vers lui pendant que son frère, indemne, est secouru. Le requin arrache la jambe droite d'Achmat avant qu'il ne soit secouru à son tour. Hospitalisé, déprimant notamment à l'idée de ne plus pouvoir pratiquer les sports qui « avaient été toute sa vie », il reçoit la visite de la nageuse et championne paralympique Natalie du Toit, qui l'encourage à essayer la natation handisport,.
Il se qualifie pour intégrer la délégation sud-africaine aux Jeux paralympiques d'été de 2008 à Pékin. Il prend part au 100 mètres papillon catégorie S10 (la catégorie pour athlètes dont le handicap affecte le moins leur performance). Il termine sixième (sur sept) dans sa série, en 1:01.61, et ne se qualifie pas pour la finale.
Il remporte aux Jeux africains de 2011 à Maputo la médaille d'or du 100 mètres dos catégorie S6-10 et les médailles d'argent du 100 mètres nage libre catégories S6-10 et 200 mètres quatre nages,,.
Qualifié à nouveau avec la délégation sud-africaine aux Jeux paralympiques d'été de 2012 à Londres, il prend part à trois épreuves, catégorie S10. Dans le 100 m nage libre, il termine septième et dernier de sa série, en 57.61, ce qui constitue néanmoins un nouveau record d'Afrique. Au 400 m nage libre, il est également dernier (sixième) de sa série, en 4:27.86, le temps le plus lent des séries. Au 100m papillon, il est deuxième (sur sept) dans sa série, en 58.46, nouveau record d'Afrique. Il se qualifie pour la finale, où il bat à nouveau ce record pour prendre la médaille de bronze en 57.76.
Il devient par la suite militant pour la protection des espèces de requin en danger.